# キニマンス塚本ニキ
キニマンス塚本ニキ（キニマンスつかもとニキ、キニマンス塚本仁希、Nikki Tsukamoto Kininmonth、1985年9月20日 - ）は、日本のラジオパーソナリティ、翻訳者、通訳。東京生まれ、9歳から23歳まで父親の出身国ニュージーランドで過ごす。オークランド大学卒業後に日本に帰国し、2010年から英語翻訳・通訳業を中心に活動。
ダーヴィド・グロス監督のドキュメンタリー映画『もったいないキッチン』への出演や、2020年9月からTBSラジオ『アシタノカレッジ』で月曜日から木曜日までパーソナリティを3年間務めたことで知られる。2023年11月からインターネットメディア『ポリタスTV』MCの1人として出演、報道番組コメンテーターや雑誌コラムニストとしても活動している。2024年10月には初の著書『世界をちょっとよくするために知っておきたい英語100』を出版した。

## 略歴
東京都板橋区で生まれ、9歳まで練馬区で育つ。父はスコットランド系ニュージーランド人、母は日本人。家では父とは英語、母とは日本語で会話し、アメリカンスクールに通う。9歳から23歳までの14年間をニュージーランドで過ごす。子どものころから環境や人権などエシカルイシューに興味を持つ。オークランド大学で映像学と社会学を専攻し、ジェンダー学も学ぶ。2006年卒業。
アムネスティ・インターナショナルやフェアトレード事業で働いたあと、2009年に23歳で日本に帰国。ホテル勤務、英文事務などのアルバイトや動物保護NGOでの勤務経験を経て、2011年1月からフリーの翻訳家、同時通訳者として活動。3月の東日本大震災の際は、外国メディアの現地通訳、コーディネート業務を担当。以降、パタゴニアジャパンの様なメーカー、ビッグイシュー・ジャパンなどの人権関連、またヴァン・ヘイレンのボーカリストである、デヴィッド・リー・ロスの日本滞在アシスタントなども経験する。2013年のドキュメンタリー『3.11: Surviving Japan』、2017年のテレビシリーズ『Ancient Aliens』、などの映像作品で翻訳を担当した。
2020年8月に公開のドキュメンタリー映画『もったいないキッチン』では通訳兼出演者としてグロス監督と日本各地を同行。映画を見た構成作家から、ラジオに誘われる。
2020年8月にTBSラジオ『マンスリー・チャンネル』で月間パーソナリティを務め、同じくTBSラジオで2020年9月28日からの新番組『アシタノカレッジ』で、2023年9月28日までの3年間、月曜日から木曜日までの週に4回のパーソナリティを務めた。2023年10月からは『荻上チキ・Session』「Weekly English Journal」、11月から『ポリタスTV』MCを務めている。2024年10月、初の著書『世界をちょっとよくするために知っておきたい英語100』を出版。巻末には竹田ダニエルとの英語対談が収録され、刊行を記念して友人のラブリーサマーちゃんとのトークセッションイベントも開催された。

## 人物
- 環境に配慮してコンポストを使用している[27]。
- 2021年8月19日、オードリー・タンとの単独インタビューを「アシタノカレッジ」内で放送。英語で質問をし、タンの回答を同時通訳した[28][29]。
- ラジオの収録を通じて竹田ダニエルと親交を深め[30]、ポリタスTVでも共演している[31]。

## 著書
- 『世界をちょっとよくするために知っておきたい英語100』Gakken、2024年10月17日

### 連載
- 雑誌『DIME』「NIKKIのKINIなる世界」を連載（2024年5月号 - ）[2][32]。
- 週刊英和新聞『Asahi Weekly（朝日ウィークリー）』で、エッセー「Scatterbrain Diary」「Dialogue with Friends[33]」を連載（2021年4月4日号 - 2023年3月12号）[1][34][35]。

## 翻訳、通訳
- 『3.11: Surviving Japan』翻訳（2013年）[22]
- 『Ancient Aliens』翻訳（ヒストリーチャンネル、2017年）[36][22]
- 『MasterChef Australia』翻訳（Network Ten）
- 『RIDE with Norman Reedus』翻訳（AMC）
- 「パラリンピックノルディックスキー」 日本代表チーム通訳[36]
- 「ユナイテッドピープル株式会社　ドキュメンタリー映画上映会」通訳
- 「ショーン・レノン来日トークショー」通訳 Nero Magazine主催
- 「フジロックフェスティバル」アーティストアテンド通訳

ほか

## 出演

### ラジオ、配信
- 『荻上チキ・Session』「Weekly English Journal」2023年10月から毎木19:45（TBSラジオ） - 海外のニュースから、塚本自身が気になった言葉や表現を紹介[37][25]。
- インターネットメディア『ポリタスTV』2023年11月からMC（YouTube）[38]

過去
- 『マンスリー・チャンネル』「もったいないカイギ」2020年8月毎週日曜、月間パーソナリティ（TBSラジオ）[19][7]
- 「アシタノカレッジ」2020年9月28日 - 2023年9月28日、月 - 木パーソナリティ（TBSラジオ）[36]
- podcast『歴史を面白く学ぶコテンラジオ』2022年11月 - 、レヴィ=ストロース編などに参加[39][40]。

### テレビ
- 『news23』ゲストコメンテーター、（TBSテレビ）[13][36]

### 映画
- 『もったいないキッチン』通訳・出演（ユナイテッドピープル、2020年）

### ミュージックビデオ
- Philip Patston 『As Love Draws Near』
- Pieter T『It Would Be You』
- Concord Dawn 『These Prison Walls』

### 作品モデル
- 『あなたは美しい』（伊島薫）